# Imrân Louza
Imrân Louza (Nantes, 1º maggio 1999) è un calciatore francese naturalizzato marocchino, centrocampista del Watford e della nazionale marocchina.

## Caratteristiche tecniche
È un trequartista.

## Carriera

### Club
Cresciuto nel settore giovanile del Nantes, ha esordito in prima squadra il 4 gennaio 2019 disputando l'incontro di Coppa di Francia vinto 4-1 contro il Châteauroux e segnando la rete del momentaneo 3-1.
Il 1º giugno 2021 viene acquistato dal Watford per una cifra di 10 milioni di euro.

### Nazionale
Il 6 ottobre 2021 debutta con la nazionale maggiore marocchina in occasione del successo per 5-0 contro la Guinea-Bissau, segnando anche un gol.

## Statistiche

### Presenze e reti nei club
Statistiche aggiornate al 2 ottobre 2024.
| Stagione        | Squadra         | Campionato      | Campionato | Campionato | Coppe nazionali | Coppe nazionali | Coppe nazionali | Coppe continentali | Coppe continentali | Coppe continentali | Altre coppe | Altre coppe | Altre coppe | Totale | Totale |
| Stagione        | Squadra         | Comp            | Pres       | Reti       | Comp            | Pres            | Reti            | Comp               | Pres               | Reti               | Comp        | Pres        | Reti        | Pres   | Reti   |
| --------------- | --------------- | --------------- | ---------- | ---------- | --------------- | --------------- | --------------- | ------------------ | ------------------ | ------------------ | ----------- | ----------- | ----------- | ------ | ------ |
| 2017-2018       | Nantes 2        | N3              | 20         | 4          | -               | -               | -               | -                  | -                  | -                  | -           | -           | -           | 20     | 4      |
| 2018-2019       | Nantes 2        | N2              | 20         | 6          | -               | -               | -               | -                  | -                  | -                  | -           | -           | -           | 20     | 6      |
| Totale Nantes 2 | Totale Nantes 2 | Totale Nantes 2 | 40         | 10         |                 | -               | -               |                    | -                  | -                  | -           | -           |             | 40     | 10     |
| 2018-2019       | Nantes          | L1              | 1          | 0          | CF+CdL          | 2+0             | 1+0             | -                  | -                  | -                  | -           | -           | -           | 3      | 1      |
| 2019-2020       | Nantes          | L1              | 24         | 2          | CF+CdL          | 2+2             | 1+1             | -                  | -                  | -                  | -           | -           | -           | 28     | 4      |
| 2020-2021       | Nantes          | L1              | 33+2       | 7          | CF              | 0               | 0               | -                  | -                  | -                  | -           | -           | -           | 35     | 7      |
| Totale Nantes   | Totale Nantes   | Totale Nantes   | 58+2       | 9          |                 | 6               | 3               |                    | -                  | -                  |             | -           | -           | 66     | 12     |
| 2021-2022       | Watford         | PL              | 20         | 0          | FACup+CdL       | 0+2             | 0+0             | -                  | -                  | -                  | -           | -           | -           | 22     | 0      |
| 2022-2023       | Watford         | FLC             | 21         | 5          | FACup+CdL       | 0+0             | 0+0             | -                  | -                  | -                  | -           | -           | -           | 21     | 5      |
| 2023-gen. 2024  | Watford         | FLC             | 15         | 1          | FACup+CdL       | 1+1             | 0+0             | -                  | -                  | -                  | -           | -           | -           | 17     | 1      |
| gen.-giu. 2024  | Lorient         | L1              | 14         | 1          | CF              | -               | -               | UEL                | -                  | -                  | -           | -           | -           | 14     | 1      |
| 2024-2025       | Watford         | FLC             | 1          | 0          | FACup+CdL       | 0+3             | 0+0             | -                  | -                  | -                  | -           | -           | -           | 4      | 0      |
| Totale Watford  | Totale Watford  | Totale Watford  | 57         | 6          |                 | 7               | 0               |                    | -                  | -                  |             | -           | -           | 64     | 6      |
| Totale carriera | Totale carriera | Totale carriera | 171        | 26         |                 | 13              | 3               |                    | -                  | -                  |             | -           | -           | 184    | 29     |